# Bradley Stoke
Bradley Stoke är en ort och civil parish i Storbritannien.   Den ligger i kommunen South Gloucestershire och riksdelen England, i den södra delen av landet, 170 km väster om huvudstaden London.